# Nikola Alberti
Nikola Alberti (Split, 1557. − ? 1642.), splitski arhiđakon iz patricijske obitelji Alberti.
 Brat je jezikoslovca Matije (1561. – 1623.) i ratnika Ivana (o. 1557. – 1642.).

## Životopis
Studirao je filozofiju i bogoslovlje u Rimu na Germanicumu. Bio na čelu splitskog kaptola. Poslije je bio u Rimu na čelu hrvatske bratovštine sv. Jeronima.
Planirao je svekršćanskom protuturski pothvat koji bi se sproveo na Balkanu.
Godine 1595. dobio mu je brat Ivan dopuštenje cara Rudolfa II. voditi pothvat protiv kliških Turaka u njegovo ime, nakon čega se je Ivan, početkom 1596., obratio uskocima za pomoć. Albertija su u akciji poduprijeli i splitski plemići Nikola Cindro i Franjo Martinić, Nikola Alberti, kliški arhiđakon Pavao Sirotković (poljički glagoljaš), svećenik Anđeo Trogiranin i Antun Franjo Bartučević, glavni posrednik na dvoru cara Rudolfa II.
Akcija je imala uspjeha u početku, no nisu uspjeli.